# Masanobu Takashima
Masanobu Takashima (高嶋政伸 Takashima Masanobu?) es un actor japonés de cine y televisión.

## Vida personal
Takashima es el hijo del actode junio ao Takashima y la actriz Hanayo Sumi, y el hermano menor del actor Masahiro Takashima.

## Carrera
Ha aparecido en más de veinte producciones de televisión y diez películas en Japón y otros países también.  Takashima apareció como Daisuke Matoba en la película de 2008 L: Change the World.

## Filmografía

### Películas
| Año  | Título                          | Papel                | Ref(s)      |
| ---- | ------------------------------- | -------------------- | ----------- |
| 1989 | Godzilla tai Biollante          | Mayor Sho Kuroki     | [ 2 ]       |
| 2004 | Infection                       | Dr. Uozumi           | [ 3 ]       |
| 2008 | L: Change the World             | Daisuke Matoba       | [ 1 ]       |
| 2015 | Assassination Classroom         | Akira Takaoka        | [ 4 ] [ 5 ] |
| 2015 | April Fools                     | Detective alcohólico | [ 6 ]       |
| 2018 | Laplace's Witch                 | Toru Takeo           |             |
| 2018 | Hibiki: Shōsetsuka ni Naru Hōhō |                      |             |

### Televisión
- Hideyoshi (1996), Toyotomi Hidenaga
- Tenchijin (2009), Higuchi Sōemon
- Prison School (2015), presidente de la junta
- Sanada Maru (2016), Hōjō Ujimasa
- Shizumanu Taiyō (2016)
- Black Leather Notebook (2017), Tsuneo Hashida
- Ieyasu, Edo wo Tateru (2019)